# Arthur John Cronquist
Arthur John Cronquist (1919-1992) va ser un botànic nord-americà expert en Asteraceae conegut per establir el sistema de classificació de les plantes amb flor o angiospermes (Sistema Cronquist). Aquest sistema va ser desenvolupat per Cronquist en els seus texts: An Integrated System of Classification of Flowering Plants (1981) i The Evolution and Classification of Flowering Plants (1988).